# フリデリク・ヤギェロンチク
フリデリク・ヤギェロンチク（Fryderyk Jagiellończyk, 1468年4月27日 - 1503年3月14日）は、ポーランドのヤギェウォ王朝の王族、高位聖職者。グニェズノ大司教、クラクフ司教、ポーランド首座大司教。

## 生涯
ポーランド王カジミェシュ4世とその妻でローマ王アルブレヒト2世の娘であるエリーザベト・フォン・エスターライヒの間の第9子、六男として生まれた。オロモウツ司教タス・ボスコヴィツが洗礼の代父を務めた。洗礼名は母方の親類にあたる神聖ローマ皇帝フリードリヒ3世に因んでいる。1488年4月13日、クラクフ司教に選出された。父カジミェシュ4世はフリデリクにヴァルミア（エルムラント）司教の座をも獲得させようと運動したが、ヴァルミアの司教座聖堂参事会は1489年にルーカス・ヴァッツェンローデを司教に選出した。
1492年に次兄ヤン・オルブラフトの、1501年にも四兄アレクサンデルのポーランド王位選出に尽力した。1493年9月20日、教皇アレクサンデル6世により、サンタ・ルチア・イン・セプティソリオ教会を名義聖堂とする助祭枢機卿に任命される。直後の1493年10月2日、ズビグニェフ・オレシニツキの後任としてグニェズノ大司教およびポーランド首座大司教の職を引き継いだ。
フリデリクはポーランドで最も重要な2つの司教区を献身的に統治し、聖人崇敬や聖職者教育の向上を奨励した。またヴァヴェル大聖堂やグニェズノ大聖堂の改築など、司教区内の教会・聖堂の建設や改築にも熱心だった。長く患った後、1503年にクラクフの司教宮殿で死去した。